# Ecbolium palmatum
Ecbolium palmatum är en akantusväxtart som beskrevs av K. Vollesen. Ecbolium palmatum ingår i släktet Ecbolium och familjen akantusväxter. Inga underarter finns listade i Catalogue of Life.